# COVID-19-Pandemie in Bosnien und Herzegowina

SARS-CoV-2-Infektionen pro 100.000 Einwohner

Die COVID-19-Pandemie in Bosnien und Herzegowina tritt als regionales Teilgeschehen des weltweiten Ausbruchs der Atemwegserkrankung COVID-19 auf und beruht auf Infektionen mit dem Ende 2019 neu aufgetretenen Virus SARS-CoV-2 aus der Familie der Coronaviren. Die COVID-19-Pandemie breitet sich seit Dezember 2019 von China ausgehend aus. Ab dem 11. März 2020 stufte die Weltgesundheitsorganisation (WHO) das Ausbruchsgeschehen des neuartigen Coronavirus als Pandemie ein.

## Verlauf
Der erste COVID-19-Fall in Bosnien und Herzegowina wurde am 5. März 2020 in Banja Luka bestätigt. Am 21. März 2020 wurde in einem Krankenhaus in Bihać der erste COVID-19-bedingte Todesfall des Landes bestätigt. Es handelte sich um eine 70-jährige, chronisch kranke Frau. Bis zum 1. April 2020 gab es in Bosnien und Herzegowina 464 bestätigte SARS-CoV-2-Infektionen, darunter 12 Tote. Am 16. April waren von 1.116 Infizierten 41 verstorben, am 1. Mai 68 von 1.757. Mitte Mai galt die Hälfte der Infizierten (1.168 von 2.158) als genesen, 92 waren verstorben. Es wird davon ausgegangen, dass sich die Kurve abgeflacht habe. Bis zum 13. Mai wurden in der Bosniakisch-Kroatischen Föderation (FBiH) 24.668 und in der Republika Srpska (RS) 19.108 Tests durchgeführt. Obwohl die Republika Srpska nur halb so viele Einwohner hat wie die Föderation, waren 79 der 112 Toten dort zu beklagen.
Am 30. Mai 2020 wurde gemeldet, dass es in der Hauptstadt Sarajevo keine aktiven Fälle mehr gibt. Durch einen Ausbruch in einer Firma in Tešanj lag die Infiziertenzahl in der Föderation allerdings insgesamt noch bei über 100. Die Zahl der Tests in der FBiH war mittlerweile auf über 37.000 angestiegen, davon 1.079 mit positivem SARS-CoV-2-Befund. Die Republika Srpska führte bis dahin 26.822 Tests mit 1.395 positiven Befunden durch, wovon 873 wieder als gesund galten. Im Distrikt Brčko waren es 784 Tests mit 20 Positivbefunden. Im ganzen Land waren somit 2.494 Infizierte bei 64.623 Tests festgestellt worden. Davon galten 1.831 als geheilt, 153 waren verstorben (RS 110, FBiH 39, Brčko 4). Obwohl die Republika stärker betroffen war, näherte sich nach Einschätzung des Direktors des Universitätsklinikums der RS, Nenad Stevandić, die COVID-19-Pandemie dem Ende. Er lobte die Arbeit seiner Einrichtung und betonte, dass es nie einen Engpass an Beatmungsgeräten gegeben habe, sondern dass man stets Überkapazitäten besaß. Während man am 13. Mai noch 185 COVID-19-Patienten in Krankenhäusern der RS versorgte, waren es am 28. Mai nur noch 100. Wichtigstes Ziel sei nun, zu verhindern, dass es zu neuen Ausbrüchen komme, wie dies in anderen Gegend Bosnien-Herzegowinas oder auch Serbiens geschehen sei. Hierfür sei die weitere Befolgung der Hygiene-Vorschriften (Räumliche Distanzierung, Hand-Hygiene) wichtig.
Der Ausbruch in Tešanj erhöhte die Zahl der Infizierten dort bis zum 8. Juni 2020 auf 114. Auch in Sarajevo trat ein neuer Fall auf. In den darauf folgenden Wochen kam es zu täglichen Neuinfektionen, die den bisherigen Höchstwert von 101 Infizierten an einem Tag (Anfang April 2020) regelmäßig übertrafen. Da es bereits erste Reiselockerungen gab, wirkte sich das auch auf Deutschland aus, wo 17 Neuinfektionen zwischen dem 22. Juni und dem 5. Juli 2020 auf Einreisende aus Bosnien-Herzegowina zurückgeführt werden konnten. Bei insgesamt 295 in diesem Zeitraum nachgewiesenen Fällen von eingereisten Infizierten entspricht dies einem Anteil 5,7 Prozent. Mehr kamen in diesem Zeitraum nur aus Serbien, wohin 116 Fälle (39 Prozent) zurückverfolgt werden konnten. Auch in Montenegro, das sich für Corona-frei erklären wollte, führte man Neuinfektionen auf Einreisende aus Bosnien-Herzegowina zurück. Auf dem Stand vom 1. Juli gab es in Bosnien-Herzegowina bereits fast so viele Infizierte (1.968) wie bisher Genesene (2.432). Als Hauptgrund für den starken Anstieg (Mitte Juni 3.000 bekannte Fälle, Mitte Juli über 6.000) sieht man einen zu sorglosen Umgang mit den Vorgaben der Gesundheitsbehörden an. So wurde in Geschäften, Restaurants und öffentlichen Verkehrsmitteln weitgehend auf Schutzmasken verzichtet.
Mitte November 2020 infizierten sich pro Woche mehr Menschen als vom Anfang der Pandemie (März 2020) bis Mitte Juli 2020. Binnen eines Monats verdoppelte sich die Gesamtzahl der bisher nachgewiesenen Infektionen von 34.120 (WHO-Bericht vom 20. Oktober) auf 70.900 (WHO-Bericht vom 17. November). Ähnlich stark nahmen die Todesfälle zu: von Anfang März bis Anfang August 2020 – also binnen fünf Monaten – waren es 335, in der 46. Kalenderwoche allein 367 Tote. Mit 785 Toten auf eine Million Einwohner gehört das Land Anfang Dezember zu den am schwersten betroffenen Ländern der Welt. Zirka jeder 1200. Einwohner ist bis zum Ende der 48. Kalenderwoche 2020 mit positivem Covid-19-Befund verstorben, nämlich 2.576 der ca. 3,3 Millionen Einwohner. Knapp drei Prozent der Gesamtbevölkerung wurden zu diesem Zeitpunkt bereits mit dem Virus infiziert.
Im Jahr 2020 wurden 110.985 Einwohner mit Covid-19 infiziert, wovon 4.050 verstarben und 77.225 am Ende des Jahres als genesen galten (Stand 1. Januar 2021, 10 Uhr). Auf eine Million Einwohner kamen 33.324 Infektionen und 1.196 Tote (Stand 27. Dezember 2020, 10 Uhr).

## Statistik
Die Fallzahlen entwickelten sich während der COVID-19-Pandemie in Bosnien und Herzegowina wie folgt:

### Infektionen

Bestätigte Infizierte in Bosnien und Herzegowina nach Daten der WHO. Oben kumuliert, unten Tageswerte

### Todesfälle

Bestätigte Todesfälle in Bosnien und Herzegowina nach Daten der WHO. Oben kumuliert, unten Tageswerte

### Einfluss von Alter und Geschlecht auf die Sterblichkeit
Von den 37 Toten (Stand 15. Mai 2020) der Föderation waren 22 (59,5 Prozent) männlich. Bei den Infizierten stellten sie hingegen nur 45,2 Prozent (453 von 1.001).
- 0–44 Jahre: 0 Personen (0,0 %)
- 45–54 Jahre: 7 Personen (18,9 %)
- 55–64 Jahre: 7 Personen (18,9 %)
- 65–74 Jahre: 11 Personen (29,7 %)
- 75–84 Jahre: 9 Personen (24,3 %)
- über 85 Jahre: 3 Personen (8,1 %)[19]

In der Republika Srpska waren (Stand 15. Mai 2020; 9 Uhr) 623 (51,2 Prozent) der 1.217 Infizierten weiblich. Die Altersverteilung stellt sich hier wie folgt dar, bezieht sich aber vorerst nur auf die Infizierten.
- 0–29 Jahre: 17 %
- 30–64 Jahre: 54 %
- über 65 Jahre: 29 %[20]

### Regionale Verteilung
Am schwersten betroffen war (Stand 15. Mai 2020) innerhalb der Föderation der Kanton Herzegowina-Neretva mit 259 der 1.001 Fälle und 13 der 37 Toten, gefolgt vom Kanton Zenica-Doboj (243 Infizierte, 0 Tote), dem Kanton Sarajevo (112 Infizierte, 6 Tote) und dem Kanton Una-Sana (107 Infizierte, 8 Tote). In allen anderen Kantonen waren es weniger als 100 Infizierte.
In der Republika Srpska war (Stand 15. Mai 2020; 9 Uhr) Banja Luka mit 549 der 1.271 am stärksten betroffen, gefolgt von Laktaši (77 Fälle), Gradiška (55), Doboj (47) und Kotor Varoš (43). Alle anderen Orte haben weniger als 40 Inifzierte gemeldet.

## Reaktionen und Maßnahmen
Am 17. März 2020 erklärte der Ministerrat von Bosnien und Herzegowina in ganz Bosnien und Herzegowina den Ausnahmezustand. Schulen, Restaurants, Cafés, Kinos, Museen andere Kultur- und Sporteinrichtungen wurden geschlossen, öffentliche Versammlungen wurden untersagt. Die generelle Ausgangssperre galt in der Föderation Bosnien und Herzegowina von 20 Uhr bis 5 Uhr morgens. Ausgenommen davon waren u. a. medizinisches Personal, Polizisten und Journalisten. Personen, die älter sind als 65 Jahre, durften sich nur an ausgewählten Tagen und dann nur vier Stunden pro Tag (zwischen 8 und 12 Uhr morgens) draußen aufhalten, etwa vom 6. bis 10. April 2020, um ihre Renten abzuholen. Auch für Personen unter 18 Jahren herrschte eine strenge Ausgangssperre, die nur im Auto der Eltern aufgehoben war. Für die Bewegung in der Öffentlichkeit wurden Schutzmasken bzw. Gesichtsbedeckungen wie Schals über Mund und Nase Pflicht. Etwas abweichend wurden die Vorschriften in der Republika Srpska gestaltet: neben der generellen Ausgangssperre zwischen 20 und 5 Uhr galt für Personen, die älter sind als 65 Jahre, die Bestimmung, dass sie sich an zwei Wochentagen (Dienstag und Freitag) drei Stunden am Tag (7 bis 10 Uhr morgens, seit 31. März 2020: 7 bis 11 Uhr) nach draußen begeben dürfen. Zudem galt hier die Sonderreglung, dass man zwischen Samstag 12 Uhr und Sonntag 18 Uhr seinen Wohn-/Aufenthaltsort nicht verlassen darf. Wer sich zuvor in den Risikogebieten China, Italien, Südkorea oder Iran aufgehalten oder mit Staatsangehörigen Kontakt hatte, wurde angewiesen, sich einem Test zu unterziehen.
Die Deutsche Botschaft wurde am 17. März bis auf weiteres geschlossen. Am 19. März wurden landesweit auch die Einkaufszentren geschlossen. Am 25. März 2020 wurde ausländischen Staatsangehörigen die Einreise untersagt. Zunächst gab es Einreise-Sonderregelungen für bestimmte ausländische Personengruppen, etwa für medizinisches Personal, LKW-Fahrer oder Mitglieder verschiedener Streitkräfte. Am 18. März wurden die Bestimmungen für LKW-Fahrer gültig, die u. a. Isolation im eigenen Fahrzeug für ausländische Fahrer vorsahen. Auch wurde der Verkehr stärker gelenkt, indem er auf die Autobahnen und in Konvois geordnet wurde. Der öffentliche Verkehr (Überlandbusse und Bahnen) wurde komplett eingestellt, eine Sonderregelung wurde für Taxifahrten getroffen: es durfte nur noch eine Person befördert werden und beide Fahrzeuginsassen mussten eine Schutzmaske tragen. Daneben gab es Sonderregelungen für einzelne Geschäftstypen, aber auch Zahnärzte oder Friseure. Die Preise des Einzelhandels für Lebensmittel und Desinfektionsmittel wurden auf dem Stand vom 5. März eingefroren. Am 30. März wurden alle Flughäfen für den Personenverkehr geschlossen. Die wichtige Direktverbindung nach Wien soll bis mindestens 3. Mai 2020 ruhen. Zeitgleich kam es aber auch zu ersten Lockerungen. Am 8. April wurde die Einreise auch für Staatsbürger von Bosnien-Herzegowina stärker geregelt, indem alle Grenzübergänge mit Quarantänezelten ausgestattet wurden. Zudem musste seitdem jeder Einreisende 14 Tage lang in die Selbstisolation bzw. Quarantäne.
Für alle Personen, die sich draußen aufhalten, wurde der Mindestabstand von 1,5 Metern betont. Auch wurde versucht, die ältere Bevölkerung bei ihren Aufenthalten draußen von der übrigen zu trennen. Maßnahmen beider Landesteile, die Verbreitung von Falschinformationen mit Strafen zu belegen, wurden am 9. April ebenso von der Konrad-Adenauer-Stiftung kritisiert, wie die mangelnde Informationspolitik der Regierung durch den Journalistenverband BH novinari.

### Impfungen
Länger noch als anderen Staaten der Region hoffte Bosnien-Herzegowina auf schnelle Lieferung von Impfstoff, den es über COVAX erhalten soll. Da Serbien umgehend in China und Russland nach Impfstoffen anfragte und mehr als eine Million Dosen erwerben konnte, kam es zu Reisen von Einwohnern Bosnien-Herzegowinas zur Impfung dorthin. Erst als Ende Januar 2021 – einen Monat nach Impfstart in der Europäischen Union – absehbar war, dass frühestens im März 2021 Impfstoff abgegeben werden kann, kündigte Zoran Tegeltija an, nun auch mit Russland und China zu verhandeln. Am 24. Februar 2021 hieß es, dass Bosnien bisher noch keinen Impfstoff erhalten habe. Am 2. März 2021 überreichte der serbische Präsident Aleksandar Vučić 5.000 Impfdosen an Bosnien des AstraZeneca-Impfstoffes AZD1222 als Geschenk. Am Vortag hatte Außenministerin Bisera Turković ihren Unmut über die ausbleibende Lieferung von 100.000 zugesagten Impfdosen durch die Europäische Union – und speziell durch Österreich – geäußert. Zudem hatte Serbien bereits zuvor die Republika Srpska mit 20.000 Impfdosen des russischen Impfstoffs Sputnik V bedacht. Dort war Sputnik V zu diesem Zeitpunkt – anders als in der EU – bereits zugelassen.
Erst Anfang Mai 2021 erhielt Bosnien-Herzegowina eine Impfstofflieferung von 10.000 Dosen des BioNTech-Impfstoffes BNT162b2 durch die Europäische Union. In wöchentlichen Lieferungen sollten nun insgesamt 213.800 Dosen dieses Impfstoffes an das Land geliefert werden. Bis Anfang Juli 2020 wurden an Bosnien-Herzegowina insgesamt knapp 650.000 Impfdosen geliefert, womit 294.000 Bürgern eine Erstimpfung ermöglicht werden konnte. Hauptquellen waren dabei das COVAX-Programm, EU4health sowie verschiedene europäische Länder. Die Impfstoffe stammten – wie in fast allen europäischen Ländern – von verschiedenen Herstellern und umfassten sowohl Vektor- als auch mRNA-Impfstoffe. Anfang Juni 2020 schloss das Land einen Vertrag über die Lieferung von 500.000 Dosen des Sinopharm-Tot-Impfstoffes BBIBP-CorV.
Am 1. Juli 2021 verkündete Dänemark, dass es seine ungenutzten AstraZeneca-Dosen u. a. an Bosnien-Herzegowina spenden werde. Es handelt sich dabei um Dosen, die bereits durch Dänemark erworben, aber noch nicht dorthin geliefert worden waren und ohnehin nicht verimpft werden. Bosnien soll dabei 250.000 der zwei Millionen Dosen direkt erhalten. Zudem sagte Griechenland die Spende von weiteren 120.000 Dosen zu. Ungarn, das zunächst u. a. auf den chinesischen Impfstoff BBIBP-CorV von Sinopharm gesetzt hatte, lieferte am 5. Juli 2021 eine Spende von 200.000 Dosen nach Sarajevo, die je zur Hälfte für die Republika Srpska und die Föderation gedacht waren. Ende Juni 2021 hatten zudem die USA angekündigt, bis Ende Juli 2021 eine Spende von 500.000 Dosen des BioNTech-Impfstoffes BNT162b2 an Bosnien-Herzegowina liefern zu wollen. Es ist dies Teil einer weltweiten Spende von insgesamt 55 Millionen Dosen, die zum Großteil an das COVAX-Programm gehen sollte. Zudem sagte Slowenien die Spende von 48.000 AstraZeneca-Dosen zu.
Bis Anfang September 2021 gelang ein erster Fortschritt. So wurden im Kanton Sarajevo 55.000 Menschen vollständig vor Ort geimpft, sowie 32.000 außerhalb. Zudem hatten weitere 50.000 ihre Erstimpfung erhalten, so dass man hoffte, bis Oktober 2021 über 40 Prozent vollständig geimpft zu haben. Im benachbarten Kanton Zenica-Doboj waren hingegen erst 10 Prozent vollständig geimpft und 20 Prozent erstgeimpft. Allerdings war hier die Zahl der außerhalb geimpften Personen nicht bekannt. Im Kanton Zenica-Doboj kamen der Vektorimpfstoff von AstraZeneca (AZD1222), der Totimpfstoff von Sinopharm (BBIBP-CorV) sowie der RNA-Impfstoff von Pfizer/BioNTech (Tozinameran) zum Einsatz, da nur diese drei zur Verfügung standen.